# Fehérarcú gibbon
A fehérarcú gibbon (Hoolock leuconedys) a gibbonfélék családjának egyik faja. Előfordul India Asszám és Arunácsal Prades államában, Kelet-Burmában, és Kína Jünnan tartományában.

## Osztályozása
Korábban a Bunopithecus nembe sorolták. Illetve a hulok (Hoolock hoolock) egyik alfajának hitték.